# 茎花来江藤
茎花来江藤（学名：Brandisia cauliflora），为玄参科来江藤属下的一个植物种。